# 拉诺
拉诺（西班牙語：La Nou），是西班牙加泰罗尼亚巴塞罗那省的一个市镇。总面积25平方公里，总人口150人（2013年），人口密度6人/平方公里。